# Synothele longbottomi
Synothele longbottomi is een spinnensoort uit de familie Barychelidae. De soort komt voor in West-Australië.